# Paul Elmer More
Paul Elmer More (Saint Louis, 12 dicembre 1864 – Princeton, 9 marzo 1937) è stato un critico letterario, filosofo e giornalista statunitense, uno dei massimi esponenti del Nuovo Umanesimo (New Humanism) nella critica letteraria e nella filosofia.

## Biografia
Paul Elmer More frequentò l'Università Washington a Saint Louis, nel Maryland, e l'Università di Harvard, dove conobbe Irving Babbitt e dove, dal 1894 al 1895, fu assistente in sanscrito.
Nel 1895-1897 insegnò, come professore associato, sanscrito e letteratura classica al Bryn Mawr College, Bryn Mawr, Pennsylvania.
Ha collaborato come redattore letterario con il The Independent (1901-1903) e con il New York Evening Post (1903-1909) e come redattore di The Nation (1909-1914).
Inoltre, come il suo amico e collega leader dei Nuovi Umanisti, Babbitt, fu un sostenitore degli standard critici tradizionali e della moderazione classica in un periodo che vide diffondersi scrittori naturalisti come Theodore Dreiser e Sinclair Lewis, i cui romanzi erano incentrati sui problemi sociali.
Di conseguenza More ricevette qualche critica, in particolare da Henry Louis Mencken, che è stato il maggior antagonista di More, Babbitt, e del loro discepolo, Norman Foerster.
Molto importanti risultarono i lavori di More di critica letteraria, compresi nella raccolta Shelburne Essays, 14 volumi (1904-1935) e in On being human (1936). In questi saggi, More, pur avendo inconsapevolmente vicinanze di temperamento e di tendenze con il romanticismo inglese pacato in stile William Wordsworth, affermò la sua contrarietà al romanticismo e al naturalismo ed elaborò una visione della vita pessimistica, classica, austera, attribuendo alla letteratura la funzione di guida e di conforto, sempre nel pieno rispetto dei valori tradizionali.
More non evidenziò mai preferenze per scrittori contemporanei, apprezzando soprattutto autori come John Milton, John Dryden, Nathaniel Hawthorne.
Dopo la parentesi giornalistica, More si trasferì a Princeton, dove condusse una vita da studioso eremita e da insegnante, ispirato dall'esempio di un altro importante "solitario" della letteratura americana, Henry David Thoreau, guidato però da ideali naturistici e democratici, mentre in More gli ideali fondamentali erano aristocratici e conservatori.
In quel periodo More si avvicinò alla spiritualità e alla religiosità, approfondendo nei suoi scritti gli studi riguardanti la tradizione classica e cristiana, tra i quali si possono menzionare The Religion of Plato (1921), Hellenistic Philosophies (1923), The Christ of the New Testament (1924), Christ the Word (1927), The Catholic Faith (1931), The sceptical approach to religion (1934), oltre che l'opera autobiografica Pages from an Oxford Diary (1937).

## Pubblicazioni
- Helena, and Occasional Poems (1890);
- The Great Refusal, Being Letters of a Dreamer in Gotham (1894);
- A Century of Indian Epigrams: Chiefly from the Sanskrit of Bhartrihari (1898);
- The Prometheus Bound of Aeschylus (1899);
- Benjamin Franklin (1900);
- The Jessica Letters: An Editor's Romance (1904);
- Shelburne Essays; First Series (1904);
- Shelburne Essays; Second Series (1906);
- Shelburne Essays; Third Series (1906);
- Shelburne Essays; Fourth Series (1906);
- Shelburne Essays; Fifth Series (1908);
- Studies of Religious Dualism: Shelburne Essays; Sixth Series (1909);
- Shelburne Essays; Seventh Series (1910);
- Nietzsche (1912);
- The Drift of Romanticism: Shelburne Essays; Eighth Series (1913);
- Aristocracy and Justice: Shelburne Essays; Ninth Series (1915);
- Greek Tradition (1917–1927, 5 vol.)
  - Platonism (1917);
  - The Religion of Plato (1921);
  - Hellenistic Philosophies (1923);
  - The Christ of the New Testament (1924);
  - Christ the Word (1927);
- With the Wits: Shelburne Essays; Tenth Series (1919);
- A New England Group and Others: Shelburne Essays; Eleventh Series (1921);
- The Demon of the Absolute; New Shelburne Essays (1928);
- The Catholic Faith (1931; ristampato come Christian Mysticism: A Critique, 1932);
- The Skeptical Approach to Religion; New Shelburne Essays (1934);
- Anglicanism (1935, con Frank Leslie Cross);
- On Being Human; New Shelbourne Essays (1936);
- Pages from an Oxford Diary (1937, autobiografia).